# 로스앤젤레스 소방국
로스앤젤레스 소방국(Los Angeles Fire Department)은 로스앤젤레스를 관할하는 로스엔젤레스 시청 산하의 소방국이다.
산하에 2개 권역본부와 14개 방면대, 106개의 소방서를 두고 있다.

## 같이 보기
- 로스앤젤레스 소방 기념 박물관